# Helena Noguerra
Helena Noguerra, sinh ngày Bản mẫu:Date de naissance ở Brussels) là một ca sĩ, nữ diễn viên, nhà văn và nhà viết kịch bỉ.
Cô ấy là một nửa-em gái của các ca sĩ Lio.

## Tiểu sử
Mẹ mình chạy trốn Bồ Đào Nha của Salazar với người yêu của mình, ai sẽ trở thành cha của Helena, nhưng sẽ không cho biết tên của mình, ly hôn bị cấm ở đất nước này. Cha mẹ đã cho anh ta một nhà nghiên cứu (chuyên về nhạc jazz) và cô ấy một thư viện, nhưng họ đã bắt đầu rửa và dọn vệ sinh đến Brussels.

### Debut của tv và âm nhạc
Helena Noguerra bắt đầu sự nghiệp như một người mẫu thời trang những năm 1980. Vào năm 1986, cô xuất hiện như một vũ công và ca sĩ hát trong clip d'Đông, Phải không hợp lệ hoàn trả tác phẩm noir thì, đạo diễn bởi Serge Chồng. Vào năm 1988, cô nhận được 45 vòng / phút, Kính, dưới bút danh LNA Noguerra.
Daniel Chenevez (từ Niagara) để đăng ký với nó Sông của các thiên thần trong năm 1992. Cô ấy có một số chương trình truyền hình trong một vài năm, M6 : clip đầu tiên vào buổi sáng, và sau đó, Mister Khổ giám sát d'Một ngày với và nhanh hơn âm nhạc. Đồng thời, cô tiếp tục sự nghiệp ca hát bằng cách hợp tác dự án cố gắng (với Marc Collin - trước khi làn Sóng Mới - và Xavier Jameaux - trước khi Bang) đã nổi tiếng bởi những bài hát Vĩ độ. Sau đó, nó ghi trong năm 1998 phát hành đầu tiên của mình, album dự Án : bikini, mà cô đã viết hợp tác với Doriand. Cô ta giao phó việc sản xuất để Marc Collin. Cô bao quanh mình với cũng để này album của "người dùng google" Năm, một ban nhạc.